# Favalello
 Favalello  là một xã ở tỉnh Haute-Corse trên đảo Corse, Pháp. Xã này có diện tích 5,56 kilômét vuông, dân số năm 1999 là 47 người. Khu vực này có độ cao 545 mét trên mực nước biển.